# Argançon
Argançon ist eine französische Gemeinde mit 107 Einwohnern (Stand: 1. Januar 2022) im Département Aube in der Region Grand Est. Sie gehört zum Kanton Vendeuvre-sur-Barse und zum Arrondissement Bar-sur-Aube.

## Lage
Nachbargemeinden von Argançon sind:
| Vauchonvilliers, Jessains | Dolancourt                                  | Jaucourt |
|                           | Kompassrose, die auf Nachbargemeinden zeigt |          |
| Maison-des-Champs         |                                             | Fravaux  |

## Weblinks

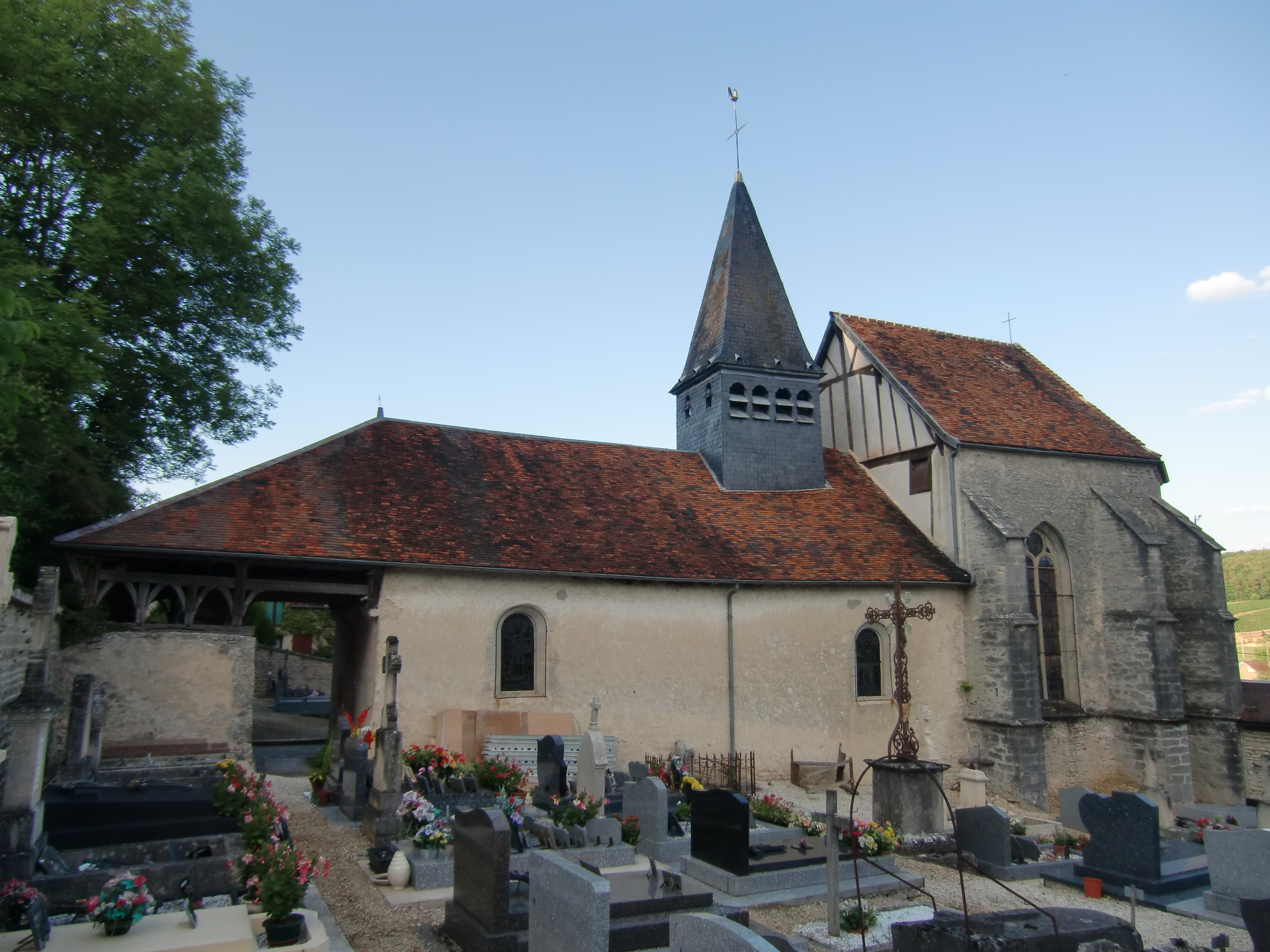
Kirche Saint-Pierre-ès-Liens

## Bevölkerungsentwicklung
| Jahr                       | 1962 | 1968 | 1975 | 1982 | 1990 | 1999 | 2008 | 2017 |
| -------------------------- | ---- | ---- | ---- | ---- | ---- | ---- | ---- | ---- |
| Einwohner                  | 133  | 130  | 135  | 118  | 117  | 113  | 104  | 108  |
| Quellen: Cassini und INSEE |      |      |      |      |      |      |      |      |

## Sehenswürdigkeiten
- Kirche Saint-Pierre-ès-Liens